# С-65 «Сталинец»
«Сталинец-65» (C-65) — модель советского трактора, выпускавшаяся на Челябинском тракторном заводе с 1937 по 1941 год. Цифры в названии означают количество лошадиных сил нового дизельного двигателя М-17.

## История создания
15 октября 1930 года ЦК ВКП(б) выпускает постановление о внедрении дизелей в автотракторный парк страны. В 1934 году Народный комиссариат тяжёлой промышленности организовывает международный конкурс — испытание дизелей, в котором участвовало 17 дизелей из шести стран: Англии, Венгрии, Германии, СССР, США и Швеции. Испытания под председательством советского двигателиста профессора Н. Бриллинга проходили с 10 июля по 20 сентября в 60 км от Ростова. В результате выбрали американский образец от Caterpillar. Опыт, приобретённый советскими специалистами позволил наметить конкретные сроки начала промышленного производства дизелей в стране.
В январе 1935 года Г. Орджоникидзе, выступая на VII Всесоюзном съезде Советов, указывает на необходимость перевода тракторов ЧТЗ на дизели в кратчайшие сроки. Преимущества дизеля перед лигроиновыми двигателями были очевидны — дешевизна топлива, более высокий КПД и ряд других.
В апреле на заводе состоялось техническое совещание. Было решено начать подготовку завода к реконструкции. Проектирование дизеля было начато ещё в феврале.
15 июля был собран дизель-мотор М-17 мощностью 47,8 кВт, 1 августа он прошёл испытания, и уже 14 августа опытный образец дизельного трактора С-65 совершил 15-километровый пробег. Новый двигатель М-17, являвшийся «потомком» моторов М-13 и М-75, кроме дизельного топлива мог также работать на смеси автола с керосином, и заводился от пускового 20-ти сильного бензинового.
В непосредственно сам трактор конструкторы не внесли больших изменений, ведь одно из требований для нового М-17 состояло в том, чтобы обеспечить установку дизеля на С-60 без больших переделок. Изменению подверглись: коробка передач — так как новый двигатель обеспечивал большее число оборотов в минуту (850 против 650), было увеличено передаточное отношение, гусеницы — для лучшего распределения веса, радиатор, который стал немного шире. Топливный бак теперь размещался за двигателем, который сверху закрыли капотом.
В целом, результаты испытаний не выявили дефектов, которые могли бы послужить причиной для задержки ведущейся подготовки массового производства, однако ряд доработок был необходим.
На устранение слабых мест дизеля ушло несколько месяцев, и в январе 1937 года М-17 представляется на утверждение. В марте заводом были выпущены последние С-60, больше двух месяцев конвейер бездействовал, и, после переоборудования, 20 июня в 3 часа 15 минут с него сошёл первый дизельный трактор С-65. В феврале 1938 года первая партия С-65 в количестве 60 штук была отправлена на экспорт.
С-65 суждено было стать первым советским серийным дизельным трактором. Утверждения о том, что он стал первым серийным дизельным трактором в мире, не соответствуют действительности — немецкий Benz-Sendling S6 (произведено более тысячи экземпляров) пошёл в серию ещё в 1923 году.

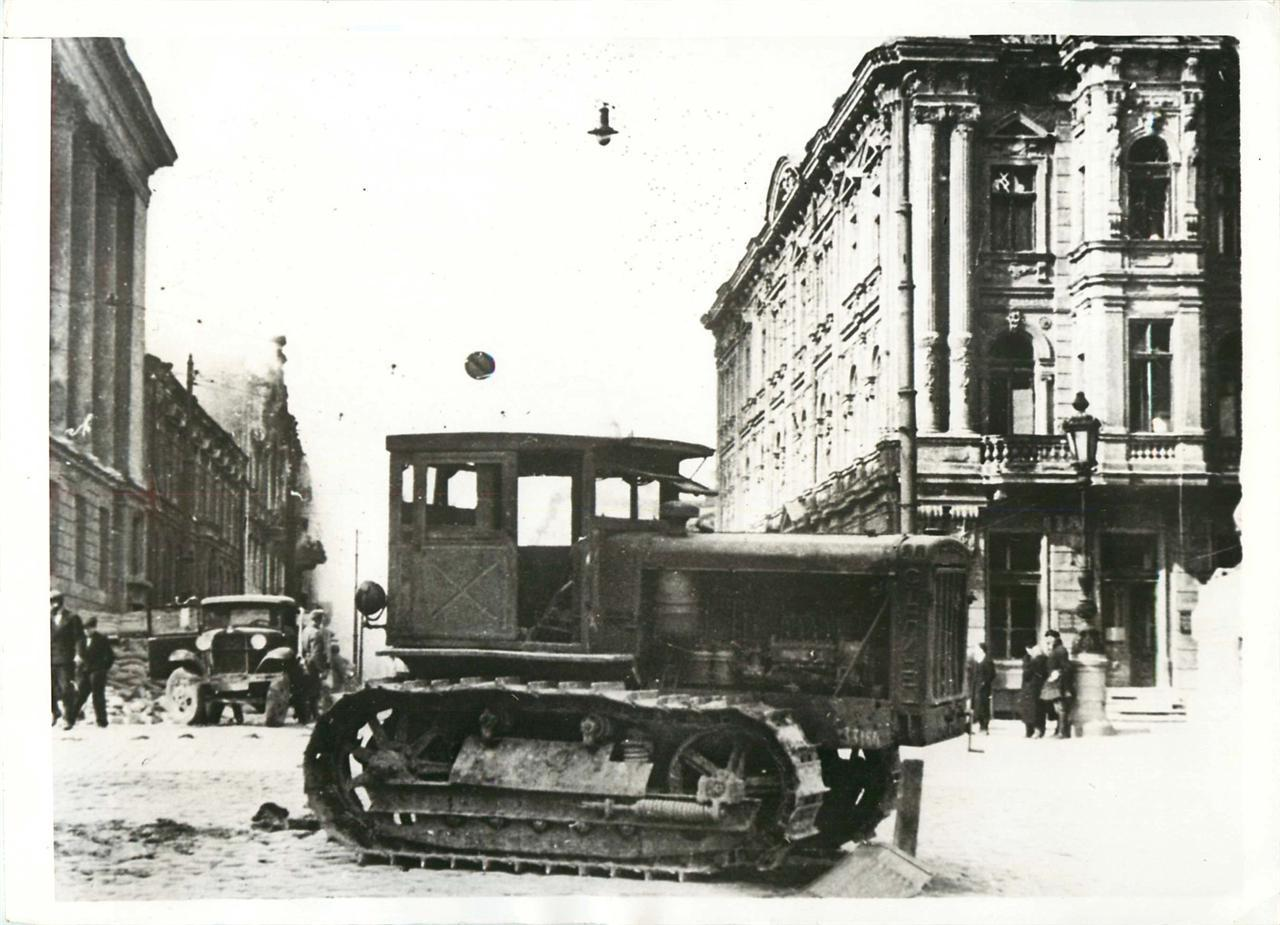
Брошенный С-65 в центре Одессы, октябрь 1941

## Назначение
С-65 был предназначен для работы с прицепными сельскохозяйственными машинами, а также для привода стационарных машин. Однако с началом Великой Отечественной войны, в связи с потерями первого периода, большинство тракторов было изъято из сельского хозяйства. Их использовали для буксировки орудий большой мощности. Надо сказать, что за время войны, большое количество тракторов досталось в качестве трофеев немцам, которые также использовали их для буксировки орудий средних и крупных калибров.

## Интересные факты
- В 1939 году трактор ЧТЗ С-65 стал одним из главных героев художественного фильма «Трактористы»
- В мае 1937 года в Париже открылась международная выставка «Искусство и техника современной жизни». Среди экспонатов советского раздела был и собранный на опытном заводе С-65. Он удостоился высшей награды выставки — «Гран-при».
- В самарском филиале РГАНТД имеются документы по проектированию тракторов: «Сталинец-2», «Сталинец-60», «Сталинец-65», «Сталинец СГ-65», «Сталинец-80», «С-80-Н», «С-100», «С-100-БГС-1», «С-100-Гп» («Проекты тракторов, разработанные Челябинским ордена Кутузова 1 степени, ордена Красной Звезды тракторным заводом (ЧТЗ)». Фонд Р-684, ед. хр. 165, 1933—1963).[значимость факта?]

## Изображения

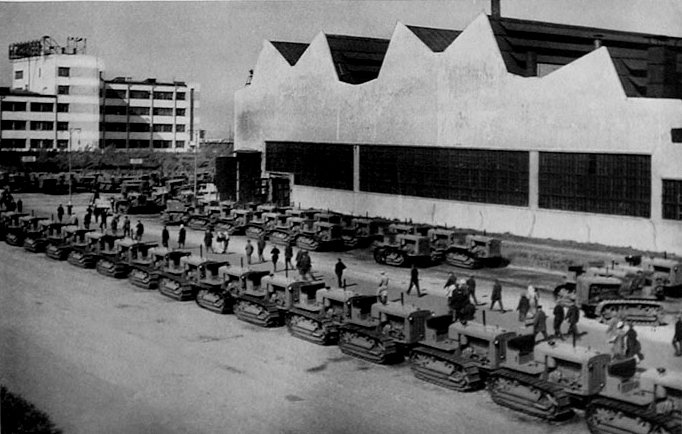
Новенькие С-65 перед цехами ЧТЗ
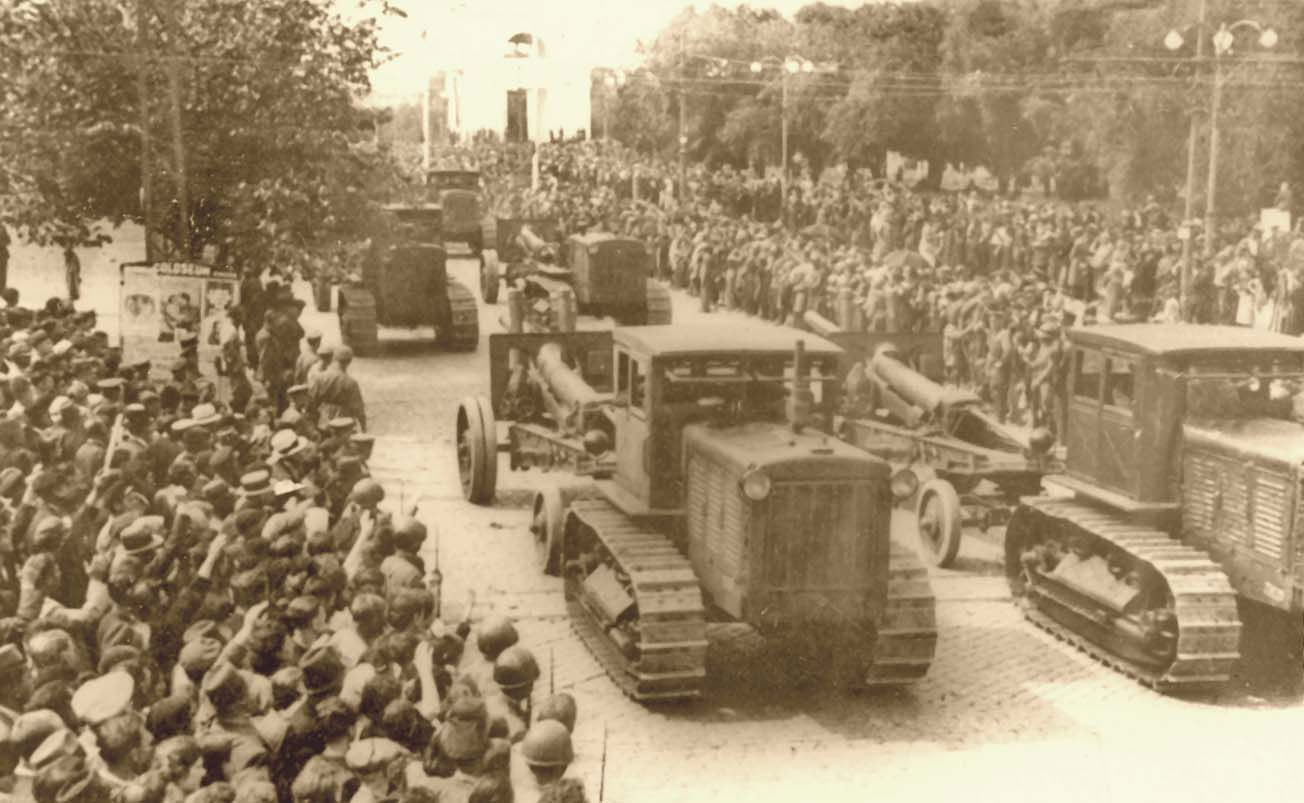
«Сталинцы» буксируют корпусную артиллерию на параде в Кишинёве 4 июля 1940
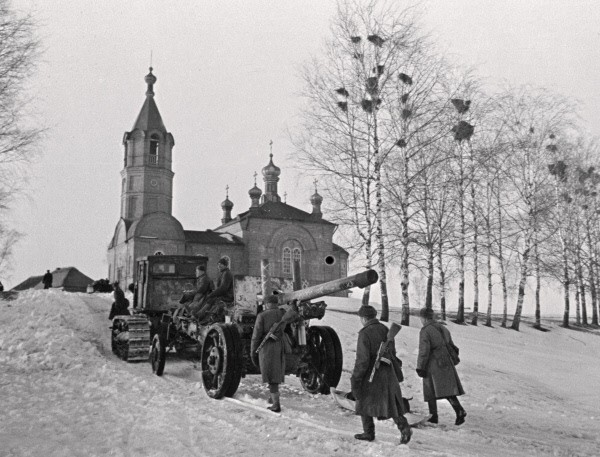
С-65 тащит в горку 122-мм корпусную пушку, март 1943
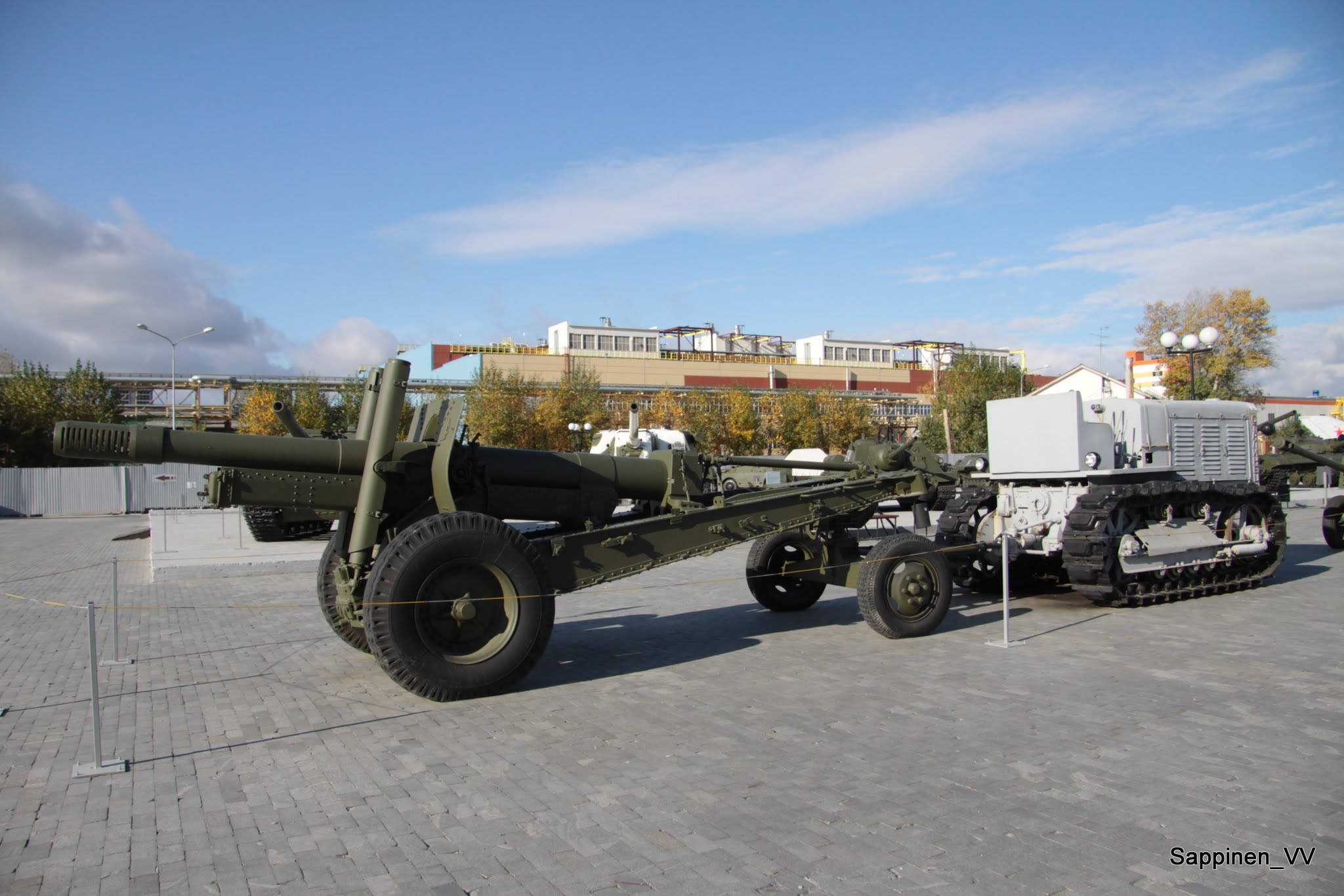
Сталинец-65 с прицеплённой МЛ-20 в музее в Верхней Пышме
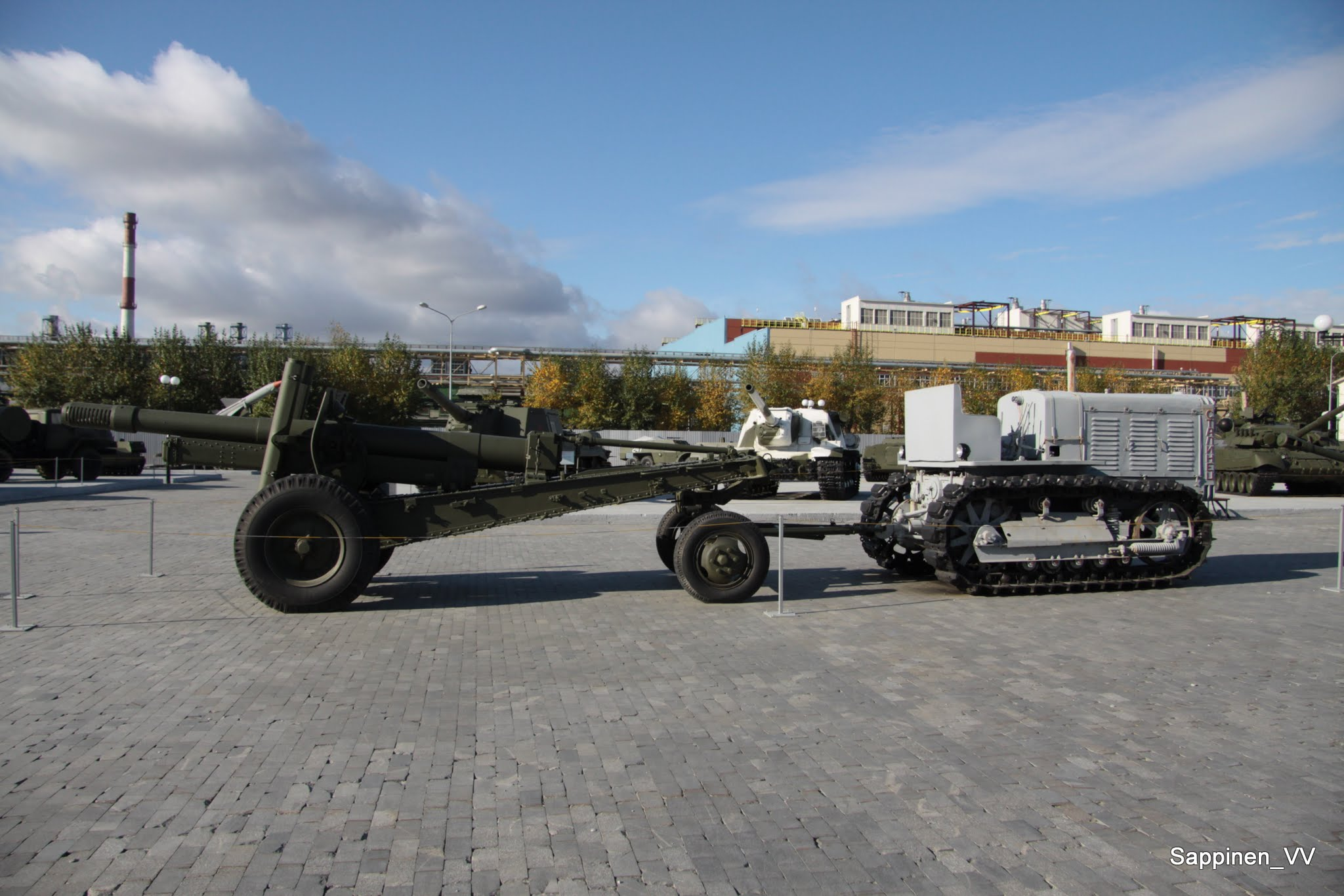
Они же
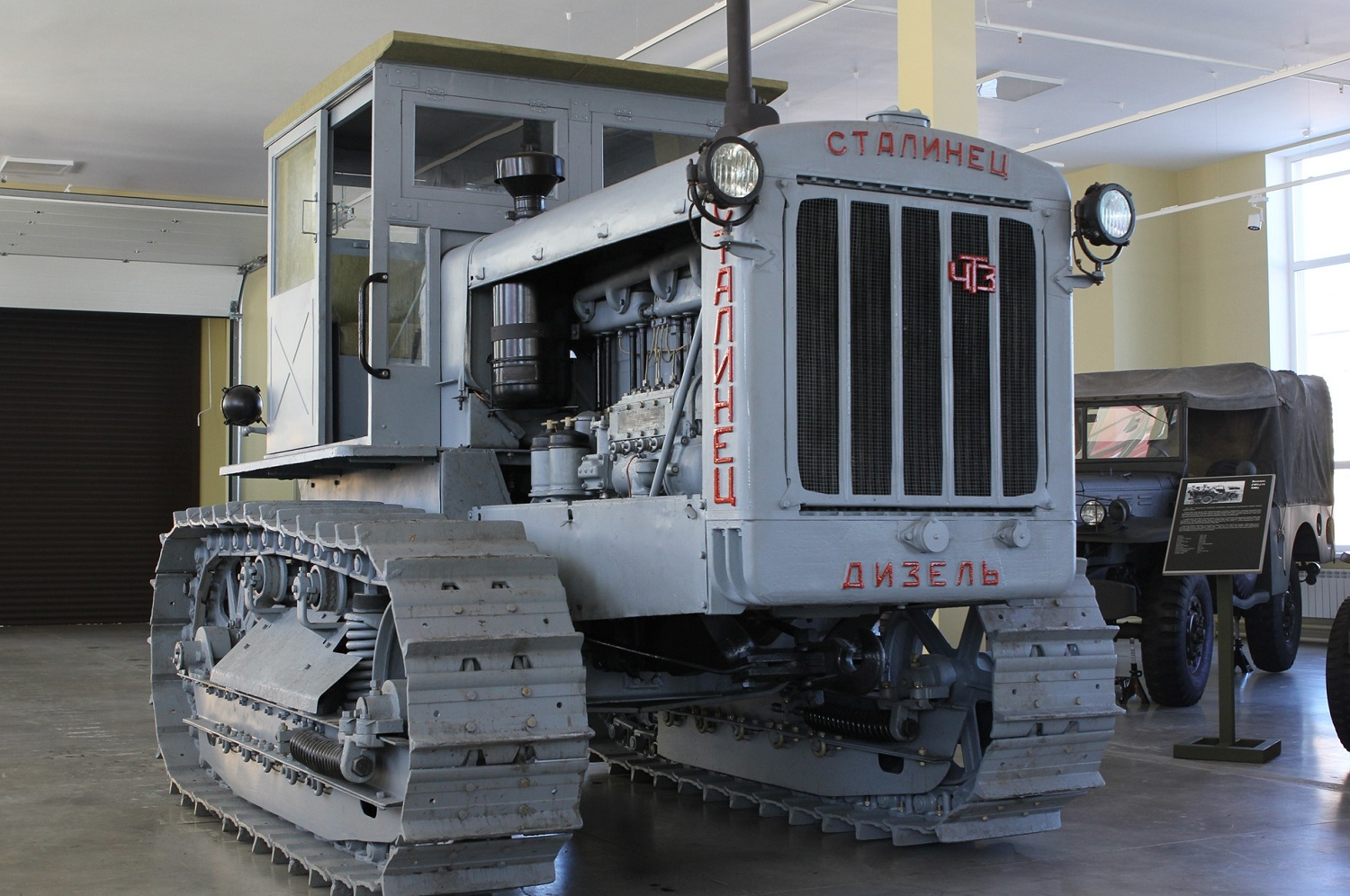
Отреставрированный трактор Сталинец С-65 в экспозиции Музея отечественной военной истории (Падиково, Московская область)